# ويلسون ديلغادو
ويلسون ديلغادو (بالإنجليزية: Wilson Delgado) هو لاعب كرة قاعدة دومينيكاوي، ولد في 15 يوليو 1972 في سان كريستوبال في جمهورية الدومينيكان.

## وصلات خارجية
- ويلسون ديلغادو على موقعبيزبول رفرنس.كوم (الدوري الرئيسي) (الإنجليزية)
- ويلسون ديلغادو على موقعبيزبول رفرنس.كوم (الدوري الثانوي) (الإنجليزية)
- ويلسون ديلغادو على موقع مشجعي الرسوم البيانية (الإنجليزية)